# Catania FC
Catania Football Club, zkráceně jen Catania je italský fotbalový klub hrající v sezóně 2024/25 ve 3. italské fotbalové lize sídlící ve městě Catania v regionu Sicílie.
Klub byl založen 27. června1929 jako Società Sportiva Catania. V roce 1946 se klub přetváří na Club Calcio Catania po spojení dvou klubů: Società Sportiva Virtus a Unione Sportiva Catanese Elefante.
Nejvyšší soutěž hrál v 17 sezonách a prvně ji hrál v sezoně 1954/55, pak 1960/61 až 1965/66, 1970/71, 1983/84, 2006/07 až 2013/14. Nejlepší umístění bylo 8. místo (1960/61, 1963/64, 1964/65) a 2012/13. Po sezoně 2014/15 se zjistilo, že klub měl podplacené některé finální zápasy o udržení, a proto spadl do Lega Pro (Serie C).  V sezóně 2019/20 se objevily finanční problémy a byl vyhlášen konkurz. Konsorcium podnikatelů , známé jako SIGI, klub koupilo, čímž uchránilo klub před bankrotem. Na klub byl však 22. prosince 2021 nevyhnutelně prohlášen konkurz. Dne 9. dubna 2022 přišlo odvolání z důvodu nedostatku nabídek pro klub, který je tak vyloučen ze soutěže.

## Změny názvu klubu
- 1929/30 – 1935/36 – SS Catania (Società Sportiva Catania)
- 1936/37 – 1942/43 – AFC Catania (Associazione Fascista Calcio Catania)
- 1945/46 – US Catanese-Elefante (Unione Sportiva Catanese-Elefante)
- 1946/47 – 1966/67 – CC Catania (Club Calcio Catania)
- 1967/68 – 2021/22 – Calcio Catania (Calcio Catania)
- 2022/23 – Catania SSD (Catania Società Sportiva Dilettantistica)
- 2023/24 – Catania FC (Catania Football Club)

## Získané trofeje

### Vyhrané domácí soutěže
- 2. italská liga ( 1x )

1953/54
- 3. italská liga ( 6x )

1933/34, 1938/39, 1947/48, 1948/49, 1974/75, 1979/80
- 4. italská liga ( 2x )

1998/99, 2022/23

## Účast v ligách
| Úroveň soutěže | Název soutěže (nynější název) | První hraná sezona | Poslední hraná sezona | celkem odehraných sezon |
| -------------- | ----------------------------- | ------------------ | --------------------- | ----------------------- |
| 1              | Serie A                       | 1954/55            | 2013/14               | 17                      |
| 2              | Serie B                       | 1934/35            | 2014/15               | 34                      |
| 3              | Serie C                       | 1930/31            | 2024/25               | 34                      |
| 4              | Serie D                       | 1929/30            | 2022/23               | 6                       |
| 5              | Eccellenza                    | 1994/95            | 1994/95               | 1                       |

Historická tabulka Serie A od sezony 1929/30 do 2023/24.
| Celkové místo | Odehraných sezon | Celkem bodů | Celkem zápasů | Celkem výher | Celkem remíz | Celkem proher | Celkové skore |
| ------------- | ---------------- | ----------- | ------------- | ------------ | ------------ | ------------- | ------------- |
| 23            | 17               | 591         | 602           | 162          | 181          | 259           | 617:862       |

## Fotbalisté

### Historické statistiky
| Počet utkání | Počet utkání    | Počet utkání |  | Počet branek | Počet branek     | Počet branek |
| Pořadí       | Jméno           | Počet        |  | Pořadí       | Jméno            | Počet        |
| 1.           | Damiano Morra   | 320          |  | 1.           | Nicolò Nicolosi  | 78           |
| 2.           | Marco Biagianti | 284          |  | 2.           | Giuseppe Mascara | 61           |
| 3.           | Mariano Izco    | 280          |  | 3.           | Francesco Lodi   | 54           |
| 4.           | Rino Rado       | 257          |  | 4.           | Gionatha Spinesi | 49           |
| 5.           | Francesco Lodi  | 239          |  | 5.           | Adelmo Prenna    | 45           |

### Rekordní přestupy
| Nákup  | Nákup              | Nákup     | Nákup           | Nákup          |  | Prodej | Prodej                | Prodej    | Prodej     | Prodej        |
| Pořadí | Jméno              | sezona    | klub            | částka         |  | Pořadí | Jméno                 | sezona    | klub       | částka        |
| 1.     | Pablo Barrientos   | 2009/2010 | FK Moskva       | 4 mil. Euro    |  | 1.     | Juan Manuel Vargas    | 2008/2009 | Fiorentina | 12 mil. Euro  |
| 2.     | Alexis Rolín       | 2012/2013 | Nacional        | 3,8 mil. Euro  |  | 2.     | Jorge Andrés Martínez | 2010/2011 | Juventus   | 12 mil. Euro  |
| 3.     | Gino Peruzzi       | 2013/2014 | Vélez Sarsfield | 3,72 mil. Euro |  | 3.     | Matías Silvestre      | 2011/2012 | Palermo    | 8 mil. Euro   |
| 4.     | Fabián Monzón      | 2013/2014 | Lyon            | 3,3 mil. Euro  |  | 2.     | Alejandro Gómez       | 2013/2014 | Charkov    | 7 mil. Euro   |
| 5.     | Cristian Silvestre | 2004/2005 | Lecce           | 3,2 mil. Euro  |  | 3.     | Fabio Caserta         | 2007/2008 | Palermo    | 3,6 mil. Euro |

## Na velkých turnajích

### Účastníci Mistrovství světa
- Horst Szymaniak (MS 1962)
- Mariano Andújar (MS 2010)
- Mariano Andújar (MS 2014)
- Takayuki Morimoto (MS 2010)

### Účastník Copa América
- Mariano Andújar (CA 2011)

### Účastník Olympijských her
- Takayuki Morimoto (OH 2008)

## Česká stopa

### Hráč
- Jaroslav Plašil (2013/14)
- Jaroslav Šedivec (2002–2004)